# Valken '68
Valken '68 is een Nederlandse amateurvoetbalclub uit het Zuid-Hollandse Valkenburg dat in de gemeente Katwijk ligt. De voetbalvereniging werd opgericht in 1968 en speelt op sportpark 't Duyfrak zijn thuiswedstrijden. De traditionele kleuren van Valken '68 zijn rood en geel. Het eerste elftal van de club speelt in de Eerste klasse zaterdag. Valken '68 heeft ongeveer 900 actieve leden en is wat betreft ledenaantal de vierde club uit de gemeente Katwijk na Quick Boys, Rijnsburgse Boys en VV Katwijk.

## Geschiedenis
Na het opheffen van Valken Boys in de jaren vijftig van de twintigste eeuw, werd er in 1968 een nieuwe voetbalvereniging opgericht voor het dorp Valkenburg. Het speelde een tijdje bij voetbalvereniging KRV in Katwijk aan den Rijn, maar al snel werd het voetbalveld aan de Zonneveldslaan de nieuwe thuisbasis van Valken '68.
Het huidige sportpark 't Duyfrak werd in 1974 in gebruik genomen. Het toenmalige tuindersgebied kreeg meerdere malen een ingrijpende renovatie. Vanaf 2005 beschikt de voetbalclub over een overdekte tribune, terwijl drie jaar later de eerste twee kunstgrasvelden werden aangelegd. In 2015 werd een derde kunstgrasveld gerealiseerd. Anno 2023 heeft Valken'68 vier kunstgrasvelden. Een vijfde kunstgrasveld hoopt de vereniging in 2025 in gebruik te mogen nemen. Dit is noodzakelijk vanwege de groei van het aantal leden.  
Op 9 november 2023 heeft de gemeente Katwijk twee moties aangenomen voor de nieuwbouwplannen van Valken '68. De vereniging hoopt binnen afzienbare tijd te kunnen starten met de verbouwing van de accommodatie. De nieuwbouwplannen zijn gericht op het plaatsen van nieuwe kleedkamers, verduurzaming en er komt inpandig een huisartsenpraktijk.  
In het seizoen 2023-24 werd Valken ‘68 tweede in de Eerste Klasse, de hoogste klassering in de clubhistorie. Dit leverde kwalificatie voor de nacompetitie op, maar hierin lukte het, dankzij een 1-4 verlies tegen VOC Rotterdam, niet om naar de Vierde Divisie te promoveren.    
Het seizoen 2024-2025 was op sportief gebied een moeizaam seizoen voor Valken '68. In de eerste seizoenshelft deed de club goed mee in de top van de Eerste Klasse, maar na de winterstop wist de ploeg negen wedstrijden op een rij niet meer te winnen. Tegen directe concurrent s.v. Wippolder richtte aanvoerder Sammy Zandbergen zich op en maakte in blessuretijd via een penalty 2-1. Hierdoor bleef Valken '68 meedoen voor handhaving. De laatste twee wedstrijden tegen respectievelijk Alphense Boys en HVV werden beiden gewonnen, waardoor Valken '68 ook in het seizoen 2025-2026 actief is in de Eerste Klasse. Ook in het nieuwe seizoen staat trainer Derek van der Plas weer voor de groep. Hij zal dit doen samen met zijn assistenten Erwin van der Nagel en Artan Reçica. Floor van Duijn neemt afscheid als assistent. Ook binnen de selectie zijn er veel mutaties met het oog op het nieuwe seizoen.     
Op bestuurlijk niveau waren er binnen de club diverse ontwikkelingen. Zo werd halverwege het seizoen een businessclub opgericht. Met behulp van de businessclub wil Valken '68 doorstoten naar Divisieniveau en daarnaast de jeugd naar een hoger niveau tillen. Ook werd er akkoord gegeven op het zo gewenste nieuwe multifunctionele sportcomplex en krijgt Valken '68 een vijfde veld. Hierdoor kan de club verder groeien.    

## heden
| 6 4B |

| 7 4B |

| 9 4B |

| 12 4B |

|  |

|  |

|  |

|  |

|  |

|  |

| 4 4B |

| 10 4B |

|  |

| 10 3A |

| 3 3A |

| 4 3A |

| 5 3A |

| 4 3A |

| 2 3A |

| 2 3A |

| 5 2C |

| 2 2C |

| 11 1B |

| 7 2C |

| 5 2C |

| 10 2C |

| 6 3A |

| 1 3A |

| 8 2C |

| 9 2C |

| 1 2C |

| 10 1B |

| 13 1B |

| 3 2C |

| 2 2C |

| 3 2C |

| 1* 2C |

| 7* 1A |

| 8 1A |

| 5 1B |

| 2 1C |

| 7 1B |

- = Dit seizoen werd stopgezet vanwege de uitbraak van het coronavirus. Er werd voor dit seizoen geen officiële eindstand vastgesteld.

| Eerste klasse | Tweede klasse | Derde klasse | Vierde klasse |

In elke staaf van de grafiek staat van boven naar beneden vermeld: 
- Eindnotering

Dit is de positie die de club heeft bereikt in de competitie, zonder eventuele beslissings-, play-off- of nacompetitiewedstrijden die nodig zijn geweest om bijvoorbeeld de kampioen van de competitie te bepalen.
Indien een * achter het getal staat is de notering een tussenstand en kan het zijn dat de notering niet overeenkomt met de uiteindelijke eindstand van de competitie.
Staat er een - dan is het seizoen nog bezig en is er geen definitieve uitslag bekend.
Staat er xx op de positie van de notering, dan heeft de club vroegtijdig de competitie verlaten. Dit kan onder andere komen door terugtrekking van het team, faillissement van de club of door een uitgedeelde straf van de KNVB. In veel gevallen staat elders in het artikel de reden vermeld.
Staat er een ? dan is het resultaat uit het verleden onbekend, en is alleen de competitie of het niveau bekend van dat seizoen.
In de seizoenen 2019/20 en 2020/21 werd wegens de coronacrisis het amateurvoetbal afgebroken. Daardoor kennen deze staven geen eindklassering (middels -- weergegeven).
- Competitieniveau en afdelingsletter of Officiële eindstand Eredivisie
  - Competitieniveau en afdelingsletter

Hierbij geeft het getal het niveau weer, dat ook terug te vinden is in de legenda. De letter is de afdelingsaanduiding en wordt gebruikt wanneer er meer afdelingen zijn op hetzelfde niveau. De afdelingsletter is altijd een hoofdletter en wordt meestal zonder nummer gebruikt.
Voorbeeld: 2F is niveau 2e klasse competitie F.
Het competitieniveau en nummer wordt niet vermeld wanneer er slechts één competitie van dit niveau was.
  - Officiële eindstand Eredivisie (getal staat tussen haakjes vermeld)

Sinds de introductie van play-offwedstrijden voor Europees voetbal na afloop van de reguliere competitie in 2005/06, is de KNVB verplicht een eindstand van de Eredivisie door te geven aan de UEFA aan de hand van deze play-offwedstrijden.
Bij deze eindstand staan clubs die zich hebben gekwalificeerd voor Europees voetbal hoger dan clubs die zich niet wisten te kwalificeren. Indien er geen verschil was tussen de eindnotering en de officiële eindstand, staat dit getal niet vermeld.

- Onderafdeling

Hier staat afgekort de naam van de onderafdeling indien de club in dat jaar in een onderafdeling uitkwam. Tevens staat deze afkorting in de legenda en wordt gelinkt naar het artikel over deze onderafdeling. Deze afkorting wordt alleen vermeld wanneer de club in het verleden in verschillende onderafdelingen heeft gespeeld. Deze vermelding is in de staaf altijd in kleine letters. Deze onderafdelingen zijn na het seizoen 1995/96 afgeschaft. Heeft de club in slechts één onderafdeling gespeeld, dan is dit alleen terug te vinden in de legenda.
Onder de staaf staat het jaartal vermeld waarin het seizoen is afgesloten. 15 verwijst naar het seizoen 2014/15 of eventueel het seizoen 1914/15.
Wanneer een staaf leeg is, zijn deze gegevens niet bekend. Het kan ook zijn dat de club dat seizoen niet heeft meegespeeld op het hogere amateurniveau, vroegtijdig de competitie heeft verlaten of uit de competitie is gezet.

In het seizoen 1944/45 was er wegens de Tweede Wereldoorlog geen regulier competitievoetbal.

## Bekende ex-(oud) spelers
- Selmo Kurbegović